# Hans D. Bornhauser
Hans Dieter „Barny“ Bornhauser (* 13. Oktober 1941; † 1. Februar 2016 in Reutlingen) war ein deutscher Filmregisseur, -produzent, -schauspieler und Drehbuchautor, der vor allem durch die Produktion mehrerer komödiantisch angelegter Sexfilme im Kontext der bundesrepublikanischen „Sexwelle“ in den frühen 1970er Jahren öffentlich bekannt wurde. Er war auch als Bauträger und Immobilienmakler tätig.

## Leben
1962 gründete Hans Dieter Bornhauser das Unternehmen Bornhauser Immobilien und Wohnbau Reutlingen. Das Unternehmen existiert bis heute und wird von seinem Sohn, Volker Bornhauser, geführt. Hans Dieter Bornhauser gründete in Reutlingen Anfang der 1970er-Jahre die Barny Filmproduktion GmbH und Verlag Bornhauser GmbH und produzierte mehrere Sexfilme, bei denen er in der Regel nicht nur für Regie, Drehbuch und Produktion verantwortlich war, sondern meist auch selbst kleine Nebenrollen spielte; außerdem erschien im Vorspann mitunter der Text: Produktion Regie und Buch - Barny Bornhauser - Reutlingen. Der Reutlinger General-Anzeiger berichtete 1972 aufgrund von Bornhausers Filmaktivitäten: „Reutlingen entwickelt sich zu einer kleinen Film-Metropole“. 1974 drehte Bornhauser allerdings schon den letzten Film dieser Kategorie und versuchte sich 1977 noch mit dem Agenten-Thriller Natascha – Todesgrüße aus Moskau um eine geplante Entführung Breschnews, in dem aber ebenfalls viel nackte Haut zu sehen ist. Die Rolle der Natascha spielte Manuela Riva.
Der von Bornhauser produzierte Film Bazillen Ede fand keinen Verleih. Sein Film Menschen in einer anderen Dimension fand ebenfalls keinen Kinoverleih, wurde jedoch unter dem Titel Hypnos auf VHS veröffentlicht. In den 1980er-Jahren schrieb Bornhauser als „wissenschaftlich praktizierender Psychologe“ die Sachbücher Wenn das so ist, habe ich keine Angst mehr (1984) und Dem Schicksal entkommen (1985).
Mit seiner Frau Lieselotte, geborene Paul, feierte er Mitte 2014 die Goldene Hochzeit. Als er im Februar 2016 starb, hinterließ er Frau und Kinder. Er wurde auf dem Friedhof Römerschanze in Reutlingen beigesetzt.

## Filmografie
- 1972: Laß jucken, Kumpel; Regie Franz Marischka
- 1972: Semmel, Wurst und Birkenwasser
- 1973: Der Bumsladen-Boß
- 1973: Sally – heiß wie ein Vulkan
- 1973: Liebesgrüße aus der Lederhose; Regie: Franz Marischka
- 1974: Lustig ist die Jodelei bei der Fummelfilmerei (Regie, Buch, Produktion)
- 1974: Brummi, sein Kolben läuft auch ohne Diesel
- 1974: Hurra... die Deutsche Sex-Partei
- 1977: Natascha – Todesgrüße aus Moskau

## Belege
1. 1 2  Hans Dieter Bornhauser, Traueranzeige, Reutlinger General-Anzeiger, 4. Februar 2016.
2. ↑  Bornhauser Immobilien Reutlingen | Über uns. 11. August 2008, archiviert vom Original am 11. August 2008; abgerufen am 27. Februar 2021.  Info: Der Archivlink wurde automatisch eingesetzt und noch nicht geprüft. Bitte prüfe Original- und Archivlink gemäß Anleitung und entferne dann diesen Hinweis.
3. ↑  Bornhauser Immobilien Reutlingen | Impressum. 11. August 2008, archiviert vom Original am 11. August 2008; abgerufen am 27. Februar 2021.  Info: Der Archivlink wurde automatisch eingesetzt und noch nicht geprüft. Bitte prüfe Original- und Archivlink gemäß Anleitung und entferne dann diesen Hinweis.
4. ↑  Sexy Reutlingen, Reutlinger General-Anzeiger, 4. Oktober 2011.
5. ↑  Martin Hentschel: Lass jucken! - Die Kumpelfilme der 1970er. überarbeitete und ergänzte Neu- Auflage. Verlag für Video + Filmschrift, Düsseldorf 2018, ISBN 978-1-5007-9847-5, S. 194.
6. ↑  Helga Merk: Goldene Hochzeit (Memento des Originals vom 5. Februar 2016 im Internet Archive)  Info: Der Archivlink wurde automatisch eingesetzt und noch nicht geprüft. Bitte prüfe Original- und Archivlink gemäß Anleitung und entferne dann diesen Hinweis., Reutlinger Nachrichten, Südwest Presse, 24. Juli 2014.

| Personendaten    | Personendaten                                                               |
| ---------------- | --------------------------------------------------------------------------- |
| NAME             | Bornhauser, Hans D.                                                         |
| ALTERNATIVNAMEN  | Bornhauser, Hans Dieter (vollständiger Name); Bornhauser, Barny (Spitzname) |
| KURZBESCHREIBUNG | deutscher Filmregisseur, -produzent, -schauspieler und Drehbuchautor        |
| GEBURTSDATUM     | 13. Oktober 1941                                                            |
| STERBEDATUM      | 1. Februar 2016                                                             |
| STERBEORT        | Reutlingen, Baden-Württemberg, Deutschland                                  |